# Saclay
Saclay es una comuna francesa, situada en el departamento de Essonne, en la región Isla de Francia. Cuenta con una población de 3 013 habitantes.
La comuna se descompone en dos pueblos: le Bourg y el Val d'Albian.
Limita con las comunas de Orsay, Saint-Aubin, Vauhallan, Palaiseau, Bièvres, Jouy-en-Josas, Villiers-le-Bâcle, Gif-sur-Yvette y Toussus-le-Noble.
Es conocida por albergar uno de los principales centros del Commissariat à l'énergie atomique et aux énergies alternatives (CEA), organismo público de estudios e investigación científica, creado bajo decisión del general de Gaulle en 1945 con el nombre inicial de Commissariat à l'énergie atomique.

## Demografía
| 443 | 413 | 372 | 360 | 303 | 345 | 352 | 354 | 318 | 378 | 369 | 410 | 514 | 472 | 580 | 532 | 485 | 562 | 423 | 413 | 485 | 506 | 512 | 617 | 617 | 1 059 | 1 666 | 1 991 | 2 037 | 1 865 | 2 894 | 2 883 | 3 013 |
| Para los censos de 1962 a 1999 la población legal corresponde a la población sin duplicidades (Fuente: INSEE [Consultar]) |     |     |     |     |     |     |     |     |     |     |     |     |     |     |     |     |     |     |     |     |     |     |     |     |       |       |       |       |       |       |       |       |

## Enseñanza
- Universidad Paris-Saclay